# Hans Rammer
Hans Rammer (* 7. Februar 1891 in Wien; † 6. Mai 1969 in Schärding) war ein österreichischer Politiker (VdU) und Lagerhausdirektor. Er war von 1949 bis 1953 Abgeordneter zum Nationalrat.
Rammer besuchte nach der Volksschule eine Bürgerschule und besuchte danach zwei Jahre lang eine Handelsakademie. In der Folge absolvierte er eine 
Ausbildung im Telegraphenwesen bzw. in der Radiotelegraphie bei der Kriegsmarine. Danach war er von 1919 bis 1938 in der Lagerhausgenossenschaft Geinberg tätig und war danach zwischen 1938 und 1945 Vorstand und Direktor der Hauptgenossenschaft Linz. Er arbeitete nach dem Zweiten Weltkrieg von 1945 bis 1947 als Landarbeiter und war danach als Geschäftsberater, Buchhalter und Steuerhelfer tätig. Politisch engagierte sich Rammer als Bezirksleiter des Verbandes der Unabhängigen Ried im Innkreis und vertrat die Partei zwischen dem 8. November 1949 und dem 18. März 1953 im Nationalrat. 1950 war er Provisorischer Obmann des Verbands der Unabhängigen der Landesgruppe Oberösterreich.